# 천대엽
천대엽(千大燁, 1964년 ~ )은 대한민국의 대법관이다.

## 학력
- ~ 1983년 : 성도고등학교
- ~ 1988년 : 서울대학교 사법학 학사
- ~ 1990년 : 서울대학교 대학원 법학 석사과정 수료
- 캘리포니아 대학교 데이비스 캠퍼스 로스쿨 법학 석사

## 경력
- 1989년: 제31회 사법시험 합격
- 1992년: 제21기 사법연수원
- 1995년 2월: 서울지방법원 동부지원 판사
- 1997년 2월: 서울지방법원 판사
- 1999년 2월: 창원지방법원 통영지원 판사
- 2001년 2월: 부산고등법원 판사
- 2003년 2월: 서울지방법원 판사
- 2004년 2월: 대법원 재판연구관
- 2006년 8월: 서울동부지방법원 판사
- 2007년 2월: 부산지방법원 부장판사
- 2008년 2월 ~ 2012년 2월: 대법원 재판연구관
- 2012년 2월 ~ 2014년 2월: 서울중앙지방법원 부장판사
- 2014년 2월 ~ 2016년 2월: 부산고등법원 부장판사
- 2016년 2월 ~ 2021년 2월: 서울고등법원 부장판사
- 2017년 4월 ~ 2019년 2월: 제6기 양형위원회 상임위원
- 2021년 2월 ~ 2021년 4월: 서울고등법원 수석부장판사
- 2021년 5월 8일 ~ : 대법원 대법관
- 2024년 1월 15일 ~ : 법원행정처장

## 주요 판결
- 2013년 지적장애 아동에 대한 강제추행죄 사건을 맡아 피해자의 인지적 특성을 감안해 진술에 부정확한 부분이 있어도 주요 피해 부분에 대한 일관된 진술 및 객관적 정황을 토대로 유죄를 인정
- 이명박 내곡동 자택 부지 매입 의혹 사건에서 이씨의 아들이 부담해야 할 사저 부지 매입 비용을 경호처가 떠안도록 한 대통령실 경호처장에게 배임 유죄 판결